# Hyposoter postcaedator
Hyposoter postcaedator là một loài tò vò trong họ Ichneumonidae.